# Долня Бистриця
Долня Бистриця (словен. Dolnja Bistrica) — поселення в общині Чреншовці, Помурський регіон, Словенія. Висота над рівнем моря: 169,7 м.